# Johann Georg Repsold

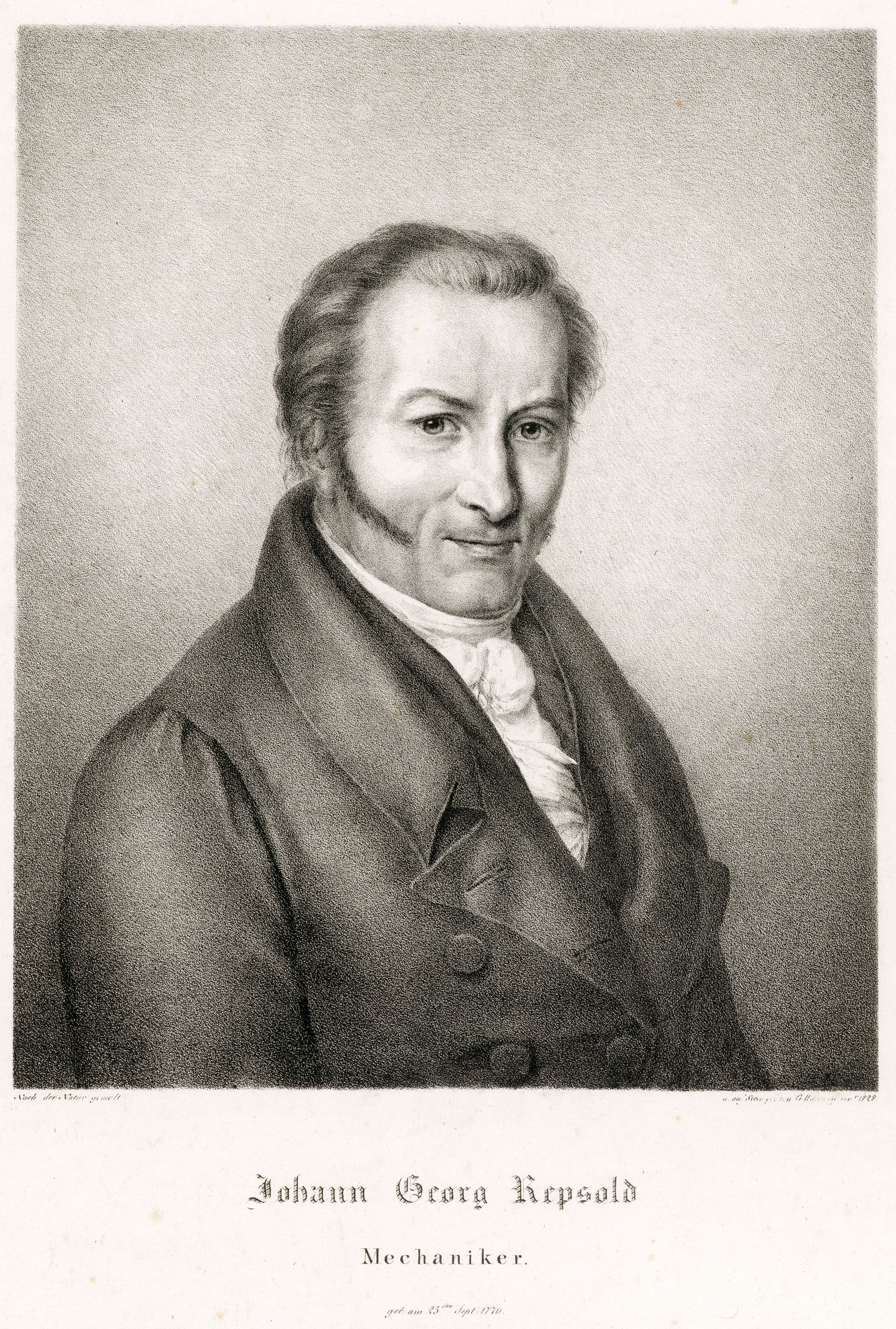
Johann Georg Repsold 1828, Porträt von Gerdt Hardorff

Johann Georg Repsold (* 19. September 1770 in Wremen bei Bremerhaven; † 14. Januar 1830 in Hamburg) war ein deutscher Feinmechaniker und Gründer der berühmten Werkstatt für astronomische Instrumente. 

## Biografie

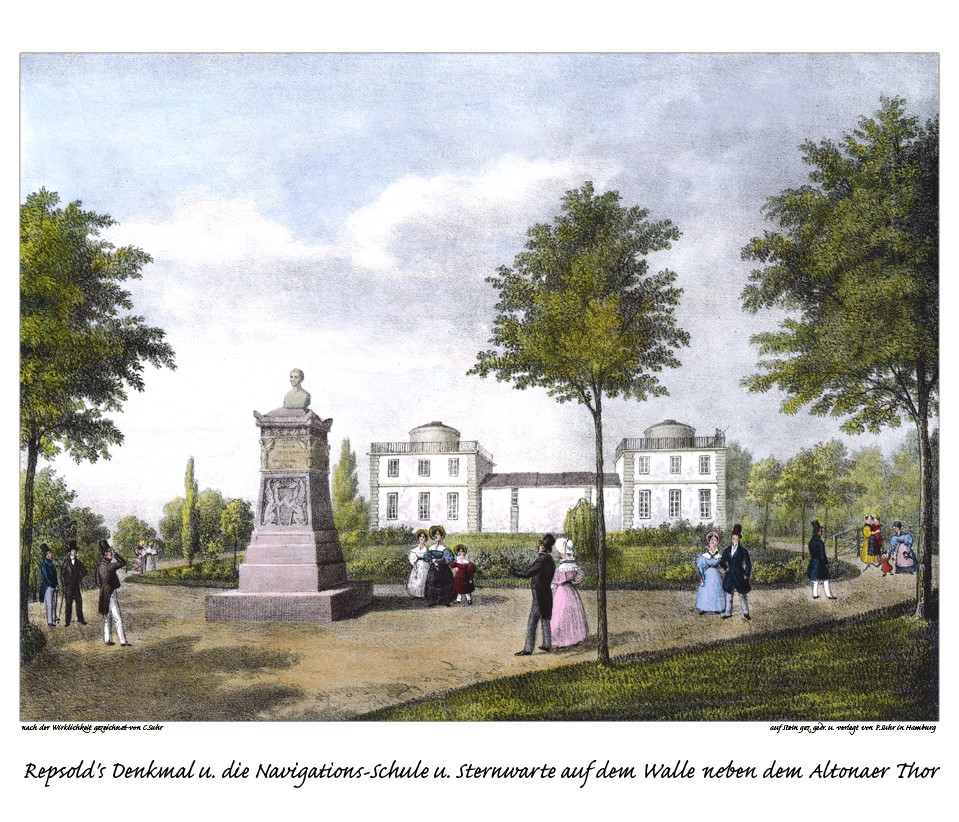
Die von Repsold erbaute zweite Sternwarte auf dem Wall beim heutigen Museum für Hamburgische Geschichte, Lithografie der Gebrüder Suhr um 1840

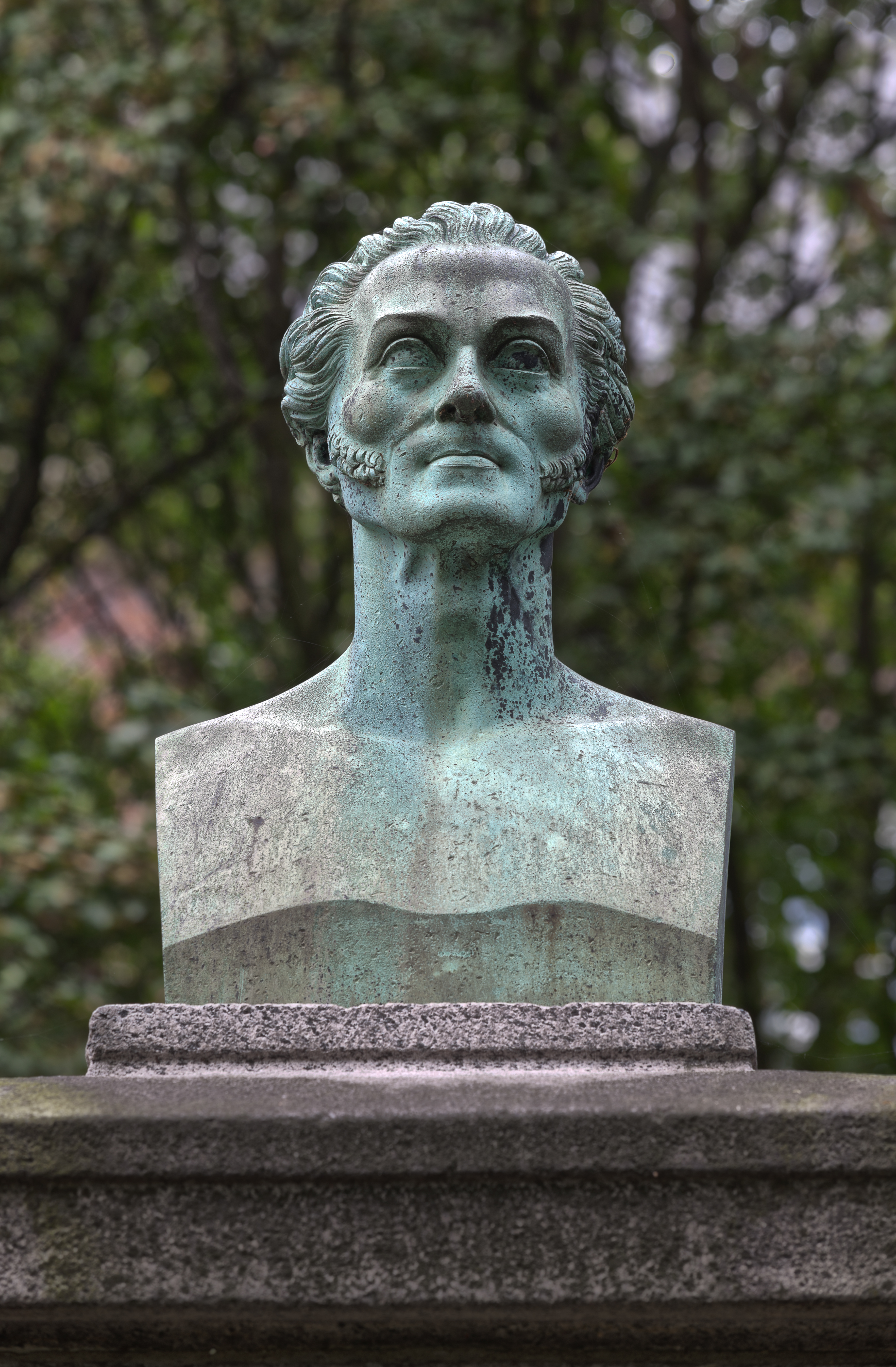
Büste von Johann Georg Repsold in den Anlagen des Museums für Hamburgische Geschichte.

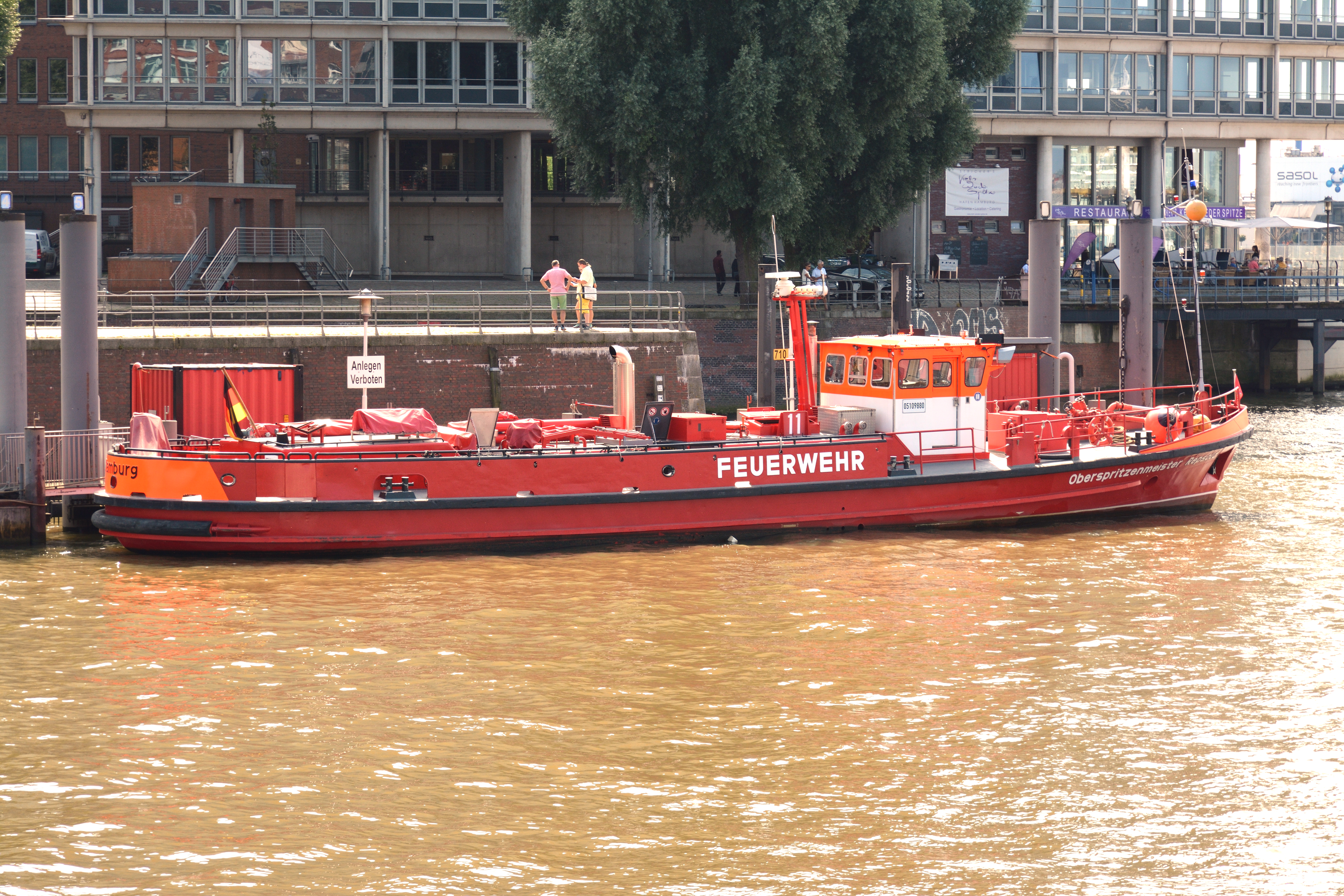
„Oberspritzenmeister Repsold“

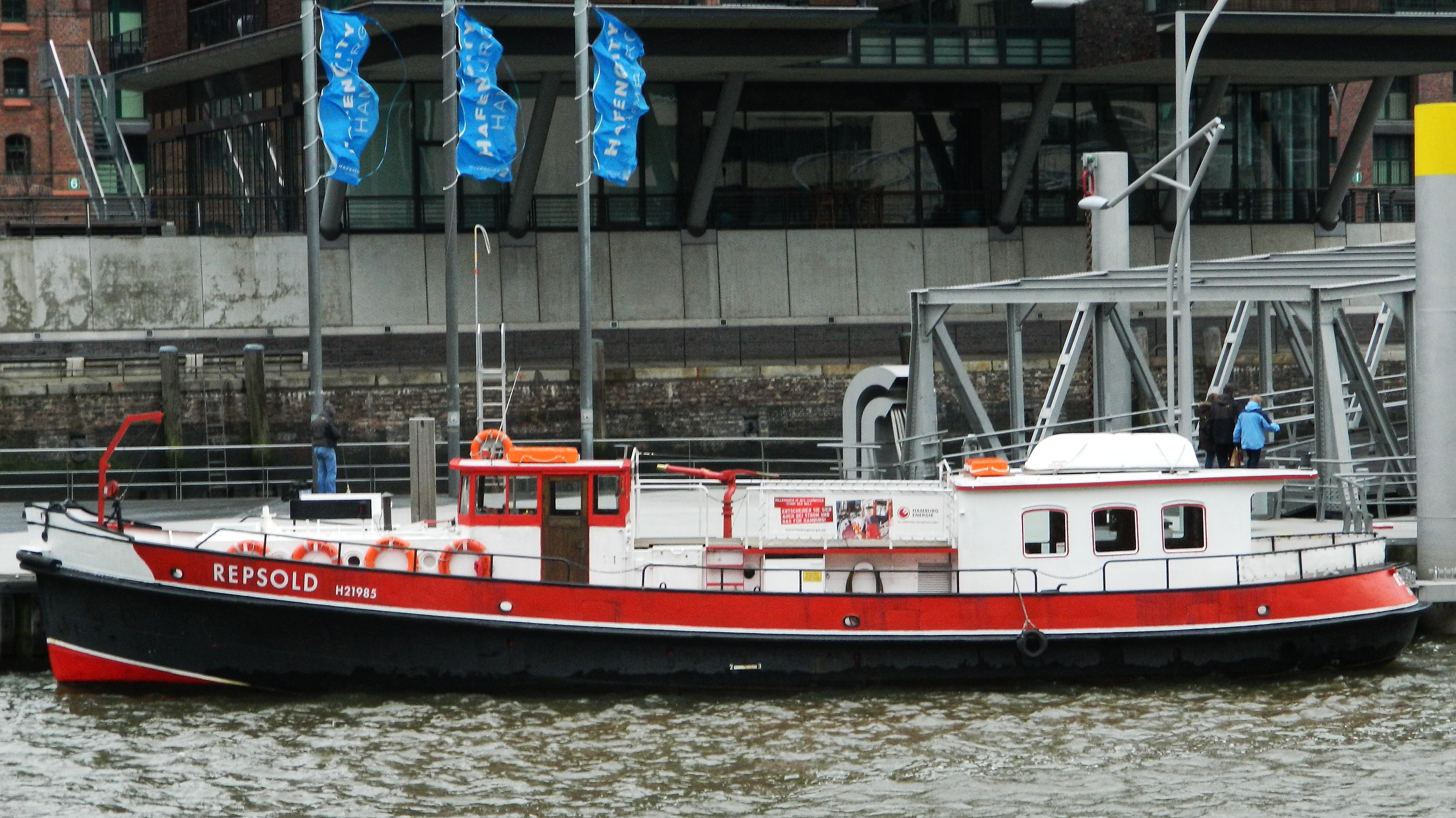
Traditionsschiff Repsold von 1941

Repsold war der Sohn des Predigers Johann Repsold. Er erhielt neben seiner allgemeinen Schulbildung bei Reinhard Woltman in Ritzebüttel Privatunterricht speziell in Wasserbau, Instrumentenbau, Zeichnen und Mathematik.
Mit 19 Jahren kam Repsold nach Hamburg und war dort bis 1795 als Geometer bei der Stadtverwaltung angestellt. 1796 avancierte er zum Wasserbautechniker bei der Elbdeputation. Zwei Jahre später wurde er dort zum Spritzenmeister (Brandmeister) befördert. Er hatte die Feuerlöschung zu leiten und eine Werkstatt zur Herstellung und Reparatur von Löschgerät und Leuchtfeuern für die Elbmündung zu unterhalten, in der er auch Arbeiten auf eigene Rechnung ausführen durfte.
Auf Veranlassung von Johann Kaspar Horner, der von der Hansestadt gerade mit der Vermessung der Weser-, Elbe- und Eidermündungen beauftragt worden war, baute er in dieser Werkstatt 1799 zunächst einen Sextanten und 1801 ein kleines Passageninstrument, mit dem ihm die ersten befriedigenden Beobachtungen gelangen.
Dies gilt als Ursprung der später berühmt gewordenen Manufaktur für astronomische und geodätische Instrumente. Da Repsold kurz danach Mikroskope zum besseren Ablesen der Teilkreise an Teleskopen heranzog, konnte er die Genauigkeit des Meridiankreises sehr verbessern.
1809 zum Oberspritzenmeister (Branddirektor) des gesamten Hamburger Löschwesens gewählt, ein Amt, das er bis zu seinem Tode ausübte.
In den folgenden Jahren baute Repsold, später seine Söhne und Enkel, das Unternehmen weiter aus. Die Firma A. Repsold & Söhne wurde zu einem führenden Unternehmen in der Herstellung von Fernrohren und bestand bis 1919. 1802 errichtete Repsold ein privates Observatorium auf der sich oberhalb der St. Pauli-Landungsbrücken befindlichen ehemaligen Bastion Albertus, dem heutigen Stintfang (die Sternwarte am Stintfang).
Ab 1808 war er mit dem königlichen Hofastronomen Heinrich Christian Schumacher befreundet, der 1821 im benachbarten dänischen Altona die Altonaer Sternwarte erbaute und dem Repsold bei der Verbesserung von trigonometrischen Gerätschaften half.
Zwischen 1818 und 1821 entwickelte er eine eigene Kreisteilungsmaschine, später auch eine Längenteilmaschine. Für Schumachers Braaker Basis lieferte er den Basisapparat. Ab 1818 setzte er einen Registrierapparat ein, der ähnlich wie die späteren Morseapparate mit einem Stichel Markierungen auf einem Papierstreifen erzeugte – ein Vorläufer der Bandchronografen.
1812, während der napoleonischen Besatzungszeit, musste die Sternwarte abgerissen werden. Im gleichen Jahr stellte Repsold einen Antrag auf Errichtung einer neuen Sternwarte am Stadtwall. Der Antrag wurde erst zehn Jahre später vom Senat genehmigt, unter der Auflage, dass Repsold die Sternwarte ausrüstet. Die Sternwarte wurde 1825 auf der ehemaligen Bastion Henricus – dort wo sich heute das Museum für Hamburgische Geschichte befindet – errichtet und 1828 fertiggestellt. Erster Observator wurde Christian August Friedrich Peters. 1833 wurde die Sternwarte als Staatsinstitut von Hamburg übernommen. Diese Sternwarte am Millerntor ist der Vorgänger der heutigen Sternwarte Bergedorf am Gojenberg (1909 übersiedelt).
1830 starb er bei einem Löscheinsatz in Hamburg, als er von einer einstürzenden Mauer erschlagen wurde. Sein Sohn Adolf Repsold führte die Werkstatt zusammen mit seinem älteren Bruder Georg Repsold fort.

## Ehrungen
- 1833 wurde vor der damaligen Sternwarte das von Alexis de Chateauneuf entworfene Repsold-Denkmal enthüllt; es befindet sich bis heute in den Wallanlagen beim Museum für Hamburgische Geschichte.[5]
- Der 1918 von Friedrich Karl Arnold Schwassmann in Hamburg entdeckte Asteroid (906) Repsolda wurde nach ihm benannt.
- Auf dem Mond erhielt der Krater Repsold seinen Namen, ferner das Spaltensystem Rimae Repsold.
- Die Repsoldstraße in Hamburg wurde 1843 nach ihm benannt, die in Cuxhaven 1996.
- Der Tonnenleger Johann Georg Repsold des Wasserstraßen- und Schifffahrtsamts Tönning wurde nach ihm benannt.
- Das Feuerlösch- und jetzige Traditionsschiff Repsold von 1941 trägt seinen Namen.[6][7] Es diente acht Jahre lang in der Fernsehserie Großstadtrevier Dirk Matthies (Jan Fedder) als Wohnschiff.[8]

## Bedeutende Arbeiten
- Der Meridiankreis in Göttingen,
- Die Apparatur zu genauesten Vermessung der Basislänge bei Braak anlässlich der trigonometrischen Vermessung Dänemarks,
- Der Apparat zur Messung der geometrischen Basis nach Brahe für den Pendelapparat von Schumacher und Bessel.

| Jahr | Gerät                        | Brennweite | Abnehmer                                  |
| ---- | ---------------------------- | ---------- | ----------------------------------------- |
| 1803 | Meridiankreis                |            | J.G. Repsold, später Sternwarte Göttingen |
| 1806 | Kreisteilungsmaschine        | 2 Fuß      | J.G. Repsold                              |
| 1806 | Universalinstrument          |            | J.G. Repsold                              |
| 1817 | Durchgangsinstrument         |            | Sternwarte Altona                         |
| 1820 | Basisapparat (Braaker Basis) |            | Heinrich Christian Schumacher             |
| 1821 | Heliotrop                    |            | Sternwarte Göttingen                      |
| 1825 | Pendelapparat                |            | Sternwarte Königsberg                     |
| 1826 | Durchgangsinstrument         | 5 Fuß      | Hamburger Sternwarte                      |
| 1828 | Leuchtapparat                |            | Feuerschiff Kattegat                      |

## Parallelität zu Reichenbach
Persönlich und industriegeschichtlich besteht eine auffällige Parallelität zum bayerischen Unternehmer und Instrumentenbauer Georg Friedrich Reichenbach (1771–1828). Auch er begann als Feinmechaniker und Konstrukteur, gründete nur 4 Jahre später ebenfalls ein Unternehmen für astronomische und geodätische Instrumente und erreichte damit eine ähnliche Bedeutung.